# Newton (Missisipi)
Newton – miasto w Stanach Zjednoczonych, w stanie Missisipi, w hrabstwie Newton.